# Sukanegara (Bulok)
Sukanegara is een bestuurslaag in het regentschap Tanggamus van de provincie Lampung, Indonesië. Sukanegara telt 1508 inwoners (volkstelling 2010).